# Nammu
Nammu – w mitologii sumeryjskiej bogini pierwotnych słonych wód, identyfikowana z „pierwotnym morzem”. Uznawana była za matkę, która zrodziła niebo, ziemię i dała życie bogom.
Namma (Nammu) – pierwotne wody – przez partenogenezę dała życie pierwszej parze bogów: Nieba (An) i Ziemi (Ki), którzy reprezentują pierwiastek męski i żeński. Kiedy się zjednoczyli, poczęli boga  Enlila.